# إكوستريا دايلي
إكوستريا دايلي (غالبًا ما يتم اختصاره إلى EqD أو ED) هو موقع للمعجبين مخصص لتغطية الأخبار وخيال المعجبين لمسلسل الرسوم المتحركة التلفزيوني مهرتي الصغيرة: الصداقة سحر. يتم تشغيل الموقع بواجهة على غرار المدونة من قبل فريق متخصص من العديد من المحررين، وقد تم الاعتراف به رسميًا من قبل فريق إنتاج البرنامج بالإضافة إلى ذا هاب (لاحقًا ديسكوفيري فاميلي)، وهي شبكة تلفزيون أمريكية للأطفال التي يتم بث العرض عليها.

## التاريخ

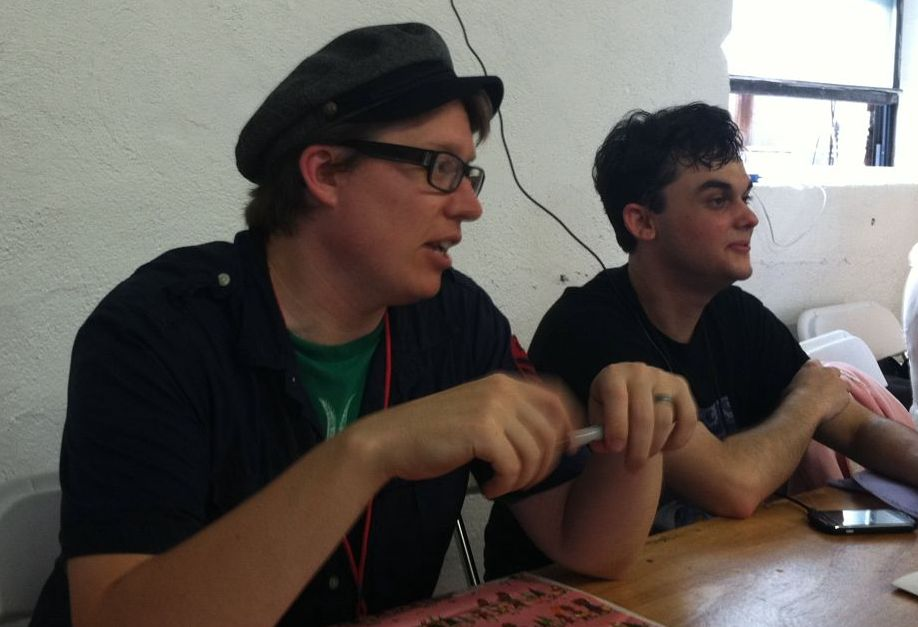
جيسون ثيسن (على اليسار) وشون سكوتيلارو ("سيثيستو") في برونيكون 2011

قام شون سكوتيلارو، وهو طالب جامعي في أريزونا يبلغ من العمر 23 عامًا، بتأسيس الموقع في كانون الثاني 2011 لجمع قصص خيال المعجبين وأخبار خاصة بـ مهرتي الصغيرة: الصداقة سحر. من أجل إنشاء الموقع، اضطر سكوتيلارو إلى تقليص دروسه في المجتمع والكليات من أجل إدارة الموقع خارج منزل والديه في جليندال، أريزونا. لقد أوضح أنه يعتقد أن العرض يحتاج إلى قاعدة جماهيرية موحدة في ذلك الوقت، حيث أصبح هو والعديد من الذكور الأكبر سنًا مؤيدين للعرض مؤخرًا - المعروفين باسم «البرونيز» - وكان مصدر القلق الشامل أن هاسبرو لن تأذن الموسم الثاني. قرب نهاية عام 2010، عندما كان لا يزال متابعو المعجبين في مهدهم ومقتصرين في الغالب على شركة المنصة الإلكترونية الخاصة ب لوحة صور فورتشان باللغة الإنجليزية، تم حظر جميع المحتويات المتعلقة بالمهور من قبل وسيط لديه ما يكفي من لهب الحرب التي كانت تدور رحاها بين أولئك الذين استمتعوا بالعرض ومن لم يستمتعوا به. أصبح نشر رسالة تحتوي على كلمة «مهر» جريمة محظورة في الموقع، وكان هذا هو الحافز الأخير الذي دفع سكوتاليرو لإطلاق إكوستريا دايلي.
بعد إنشائها، بدأت المدونة في جذب انتباه مجتمع المعجبين. على الرغم من أن سكوتيلارو كان يديرها بنفسه فقط في البداية، إلا أن المزيد والمزيد من المعجبين بدأوا في إرسال الأخبار والتحديثات إليه، وزاد عبء العمل. بحلول نهاية حزيران 2011، تم توسيع فريق عمل الموقع ليشمل اثنين آخرين من محرري المدونات، و'مُحاور/منظم يوتيوب '، ومجموعة من القراء المسبقين لتقديم خيال المعجبين، وجميعهم مستمدون من قاعدة المستخدمين من متابعي المدونة المخصصين. بحلول هذه المرحلة، كان موقع الويب يجتذب حوالي 300000 مشاهدة إضافية للصفحة يوميًا، ومع المحررين التكميليين تمكنوا من نشر عدد أكبر من التحديثات بتكرار متزايد، على الرغم من أنه لا يزال في الأساس من خيال المعجبين.  كما تشعبت إكوستريا دايلي جزئيًا إلى أشكال أخرى من النشر الإعلامي، وتمتلك حاليًا صفحة فايسبوك وحساب يوتيوب وحساب تويتر، على الرغم من أن جميع التحديثات لا تزال مستضافة على موقع بلوغر الذي تم إنشاؤه في الأصل. اعتبارًا من تموز 2012، حقق الموقع أكثر من 220 مليون زيارة منذ إنشائه في كانون الثاني 2011. في مقابلة مع راديو سي بي سي في كانون الأول 2011، صرح سكوتيلارو أن الموقع كان يصل إلى أكثر من 500000 مشاهدة يوميًا. يتلقى الموقع عددًا كافيًا من مشاهدات الصفحة يوميًا بحيث يمكنه الحفاظ على نفسه من خلال عائدات الإعلانات.
في عام 2014، إختارت مكتبة الكونجرس الموقع ليتم أرشفته كجزء من «مجموعة أرشيف الويب التابعة لثقافات الويب» بواسطة مركز الحياة الشعبية الأمريكية. تم إنشاء المجموعة لغرض «توثيق إنشاء ومشاركة التقاليد الثقافية الناشئة على شبكة الإنترنيت». يغطي هذا الأرشيف حاليًا حالة الموقع من تموز 2014 إلى آب 2016.

## الرد الرسمي
أقر فريق إنتاج مهرتي الصغيرة: الصداقة سحر في دي أيتش إكس ميديا، وكذلك الشبكة التي تبث العرض، ذا هاب، بوجود مجتمع المعجبين، وأرسلوا بشكل فردي المواد الرسمية على وجه التحديد إلى إكوستريا دايلي. أقامت ذا هاب حملة إعلانية صيفية للعرض تستند إلى محاكاة ساخرة لكاتي بيري «فتيات كاليفورنيا» بعنوان «فتيات إكوستريا»؛ ذكرت إحدى كلمات «البرونيز» يتسكعون مع المهور. تم إرسال نسخة ترويجية موسعة من الأغنية إلى مدونة سكوتيلارو «لمشجعي المهور المفضلين لدينا».  أرسلت هاسبرو نفسها نسخة مراجعة من كتابهم القصصي التفاعلي لنظام آي أو إس «توايلايت سباركل: معلمة ليوم» إلى إكوستريا دايلي،   وقد أجرى العديد من الشخصيات الرئيسية في فريق الإنتاج مقابلات حصرية للموقع، بما في ذلك المدير المشرف ومقدم العرض الحالي جايسون ثيسن  ومطورة ومديرة مهرتي الصغيرة: الصداقة سحر الإبداعية لورين فاوست. 